# Haltepunkt Osnabrück Altstadt
Der Haltepunkt Osnabrück Altstadt (bis 2009 Osnabrück-Hasetor) ist eine 1896 eröffnete Eisenbahn-Betriebsstelle in Osnabrück mit Anbindung an den Regionalverkehr in der Innenstadt. Die Station liegt an der Bahnstrecke Löhne–Rheine und trug zuvor den Namen Osnabrück-Hasetor, da sie sich in unmittelbarer Nähe zu dem früheren Stadttor an der ehemaligen Stadtmauer befindet.
Täglich nutzen mehr als 2.800 Reisende den Haltepunkt, der von Regionalverkehrslinien nach Rheine–Hengelo (NL), Bünde–Bielefeld, Vechta–Bremen, Bünde–Hannover–Braunschweig und Oldenburg–Wilhelmshaven bedient wird. Zudem besteht eine direkte Anbindung an den städtischen Busverkehr.

## Lage
Der Haltepunkt liegt im Innenstadtbereich der Stadt Osnabrück an der Grenze zum Stadtteil Sonnenhügel. Der Haltepunkt selbst liegt erhöht, aufgrund der Streckenführung durch das Stadtgebiet. Besonders zu Stadtfesten – allen voran dem Weihnachtsmarkt und der Maiwoche – ist der Haltepunkt beliebt, da er wesentlich näher zu Dom- und Marktplatz liegt als der Hauptbahnhof.

## Geschichte
Nachdem der neue Centralbahnhof, heute Hauptbahnhof Osnabrück, im April 1895 eröffnet wurde, sahen sich die Kaufleute der Altstadt benachteiligt. Von der Eröffnung der Hannoverschen Westbahn in 1855 bis 1895 war der Hannoversche Bahnhof als zentrumsnaher Bahnhof in Betrieb, wurde jedoch nach der Fertigstellung des Hauptbahnhofs stillgelegt. Viele Kaufleute der Altstadt befürchteten nun, dass die Kaufkraft künftig in Richtung der Neustadt mit dem neuen Bahnhofsviertel abfließen könnte. Kaufleute und Bürger sammelten unter Führung des Bäckermeisters Jürgensmann 38.000 Mark für die Errichtung eines weiteren zentrumsnahen Bahnhofs, zu dem die Stadt weitere 8000 Mark und das Grundstück bereitstellte. Das Empfangsgebäude wurde als Fachwerkgebäude errichtet, welches später eine Bahnhofsgaststätte erhielt.
Der Bahnhof wurde bereits kurze Zeit später am 14. Juni 1896 als Hasethorbahnhof eröffnet. Sieben Jahre später erfolgte die Umbenennung in Hasetorbahnhof ohne „h“. Wegen der nun kurzen Entfernung zum Dom und Theater bekam der Bahnhof schnell die Spitznamen Katholischer Bahnhof oder Theaterbahnhof. 1913 wurde mit der Höherlegung der Gleise in der Stadt ein Tunnel sowie ein Inselbahnsteig errichtet. Vorher mussten die Gleise ebenerdig gequert werden.
1966 wurde das alte Bahnhofsgebäude durch einen modernen Zweckbau ersetzt. Ein zunächst geplanter Durchstich des Tunnels zur Ziegelstraße unterblieb, da die Kosten die Stadt hätte alleine tragen müssen. Im Zuge des Umbaus wurde die Betriebsstelle von einem Bahnhof zu einem Haltepunkt herabgestuft. Der neue Haltepunkt wurde am 18. Januar 1968 offiziell eröffnet, nun gab es keinen Fahrkartenschalter, Bahnsteigsperren sowie Gepäckaufbewahrung am Bahnhof mehr.
1998 wurde die Fußgängerbrücke über den Hasetorwall abgerissen, 2002 kauften die Stadtwerke Osnabrück der Bahn das Eingangsgebäude ab.
2011/12 wurden ein Aufzug installiert.

### Umbenennung

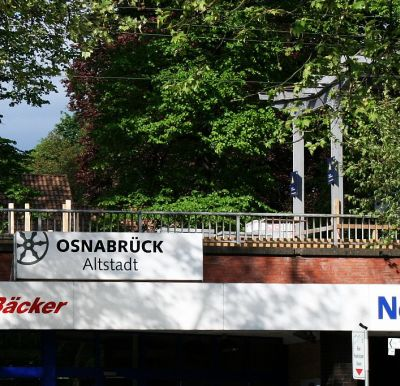
Neues Namenschild und bereits abmontiertes Dach im Zuge des Umbaus

Die umstrittene Umbenennung in Osnabrück Altstadt erfolgte zum Fahrplanwechsel im Dezember 2009. Auf Initiative des Einzelhandels in der naheliegenden Hasestraße wurde vom Stadtrat der neue Name beschlossen. Umstritten war dabei die Finanzierung, die komplett von der Stadt getragen wurde (circa 10.000 Euro). Durch die neue Namensgebung, so die offizielle Begründung, solle Fahrgästen die unmittelbare Nähe des Haltepunktes zur Innenstadt verdeutlicht werden. Der Hauptbahnhof ist hingegen vom Stadtzentrum weiter entfernt. Zudem erhoffe man sich eine Aufwertung der Hasestraße und damit stärkere Umsätze im Einzelhandel. Im Osnabrücker Volksmund ist trotzdem nach wie vor häufig vom „Hasetorbahnhof“ die Rede.

### Sanierung
Im Rahmen der Fortsetzung des Projekts „Niedersachsen ist am Zug!“ wurde auch der Haltepunkt Osnabrück Altstadt bis zum Sommer 2012 saniert und ausgebaut. Dabei stand die Verlängerung des Bahnsteigs auf 220 Meter und die seit langem geplante Barrierefreiheit im Vordergrund. Der komplette Umbau hat ca. 1,6 Millionen Euro gekostet, die vom Bund, dem Land Niedersachsen und der Deutschen Bahn getragen werden. Auch Treppen, Unterführungen und Dächer sind erneuert worden. Neben dem Haltepunkt Osnabrück Altstadt werden, bzw. wurden weitere 37 Bahnhöfe in Niedersachsen saniert. Der damalige Oberbürgermeister Boris Pistorius setzte am 6. Februar 2012 den Spatenstich zum Projektauftakt.
Im Jahr 2023 wurde ein neuer Fahrradparkturm vor dem Bahnhofsgebäude eingeweiht, der eine Höhe von 16 Metern aufweist. Innerhalb des Turms erfolgt das Abstellen der Fahrräder mithilfe eines Paternoster-Systems. Die Baukosten in Höhe von 2,5 Millionen Euro wurden vom Bundesministerium für Digitales und Verkehr übernommen. Betrieben wird das Fahrradparkhaus von der Osnabrücker Parkstätten-Betriebsgesellschaft (OPG).

## Anlagen

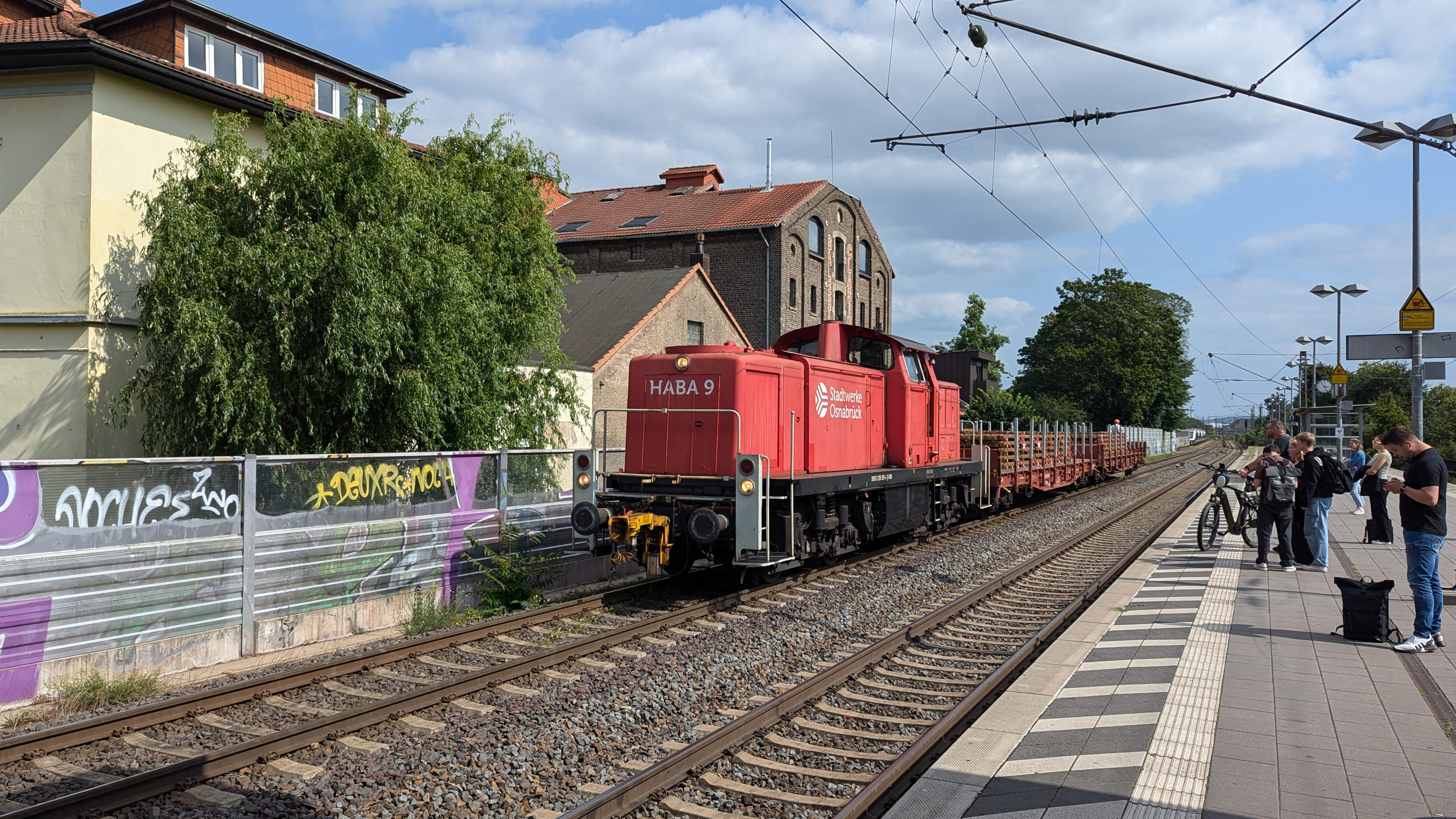
Bahnsteig mit durchfahrender HABA 9 der Stadtwerke Osnabrück

Der Haltepunkt verfügt über einen teilweise überdachten Inselbahnsteig mit zwei Bahnsteigkanten mit Zugang durch einen Tunnel. Auf gleichem Bahnkörper verläuft auch das Gleis der Hafenbahn, an der unter anderem auch der Betriebshof der NordWestBahn liegt.

## Nahverkehrstarife
Der Tarif der Verkehrsgemeinschaft Osnabrück (VOS) ist für den Schienenverkehr nicht gültig, Stadtbustickets können daher nicht genutzt werden. Der Haltepunkt liegt jedoch auch im Gebiet des nordrhein-westfälischen Tarifverbundes Westfalentarif. Tickets dieses Tarifes gelten sowohl in Zügen als auch im Osnabrücker Stadtbus. Der Haltepunkt Altstadt ist wiederum nicht in den Tarif VOS-Plus für die Bahnstrecke Osnabrück–Bielefeld über Halle (Westf.) einbezogen. Diese Tickets gelten im Stadtbus und bis Osnabrück Hauptbahnhof, jedoch nicht nach Osnabrück Altstadt.
Als Teil des Münsterlandtarifs sind Fahrkarten des NRW-Tarifs bis Osnabrück Altstadt gültig (und berechtigen zur Weiterfahrt im Stadtbus ab Altstadtbahnhof). Diese gelten ebenfalls für Fahrten nach Bünde, Bielefeld und Minden, jedoch nicht zu den Bahnhöfen in Melle und Bissendorf. Für Fahrten zu anderen Zielen in Niedersachsen wird der Niedersachsentarif angewendet. Überregional gilt der Deutschlandtarif.

## Verbindungen
Im Fahrplanjahr 2024 wird der Haltepunkt von drei Regionalexpress- und zwei Regionalbahn-Linien bedient.
| Linie | Linienverlauf | Takt    | EVU           |
| ----- | --- | ------- | ------------- |
| RE 18 | Osnabrück – Osnabrück Altstadt – Bramsche – Cloppenburg – Oldenburg (Oldb) – Sande – Wilhelmshaven | 60 min  | NordWestBahn  |
| RE 60 | Ems-Leine-Express: Rheine – Hörstel – Ibbenbüren-Esch – Ibbenbüren – Ibbenbüren-Laggenbeck – Osnabrück Altstadt – Osnabrück Hbf – Melle – Bünde (Westf) – Kirchlengern – Löhne (Westf) – Bad Oeynhausen – Porta Westfalica – Minden (Westf) – Bückeburg – Stadthagen – Haste (Han) – Wunstorf – Hannover Hbf – Lehrte – Hämelerwald – Vöhrum – Peine – Vechelde – Braunschweig Hbf Stand: Fahrplanwechsel Dezember 2021 | 120 min | WestfalenBahn |
| RE 62 | Ems-Werre-Express: Rheine – Ibbenbüren – Osnabrück Altstadt – Osnabrück Hbf – Melle – Bünde (Westf) – Kirchlengern – Löhne (Westf) Stand: Fahrplanwechsel Dezember 2023 | 120 min | DB Regio      |
| RB 58 | Bremen Hbf – Bremen-Neustadt – Delmenhorst – Ganderkesee – Brettorf – Wildeshausen – Rechterfeld – Goldenstedt (Oldb) – Lutten – Vechta – Lohne (Oldb) – Mühlen (Oldb) – Steinfeld (Oldb) – Holdorf (Oldb) – Neuenkirchen (Oldb) – Rieste – Hesepe – Bramsche – Achmer – Halen – Osnabrück Altstadt – Osnabrück Hbf Stand: Fahrplanwechsel Dezember 2023                                                                | 60 min  | NordWestBahn  |
| RB 61 | Wiehengebirgs-Bahn: Hengelo – Oldenzaal – Bad Bentheim – Schüttorf – Salzbergen – Rheine – Hörstel – Ibbenbüren-Esch – Ibbenbüren – Ibbenbüren-Laggenbeck – Osnabrück Altstadt – Osnabrück Hbf – Wissingen – Westerhausen – Melle – Bruchmühlen – Bünde (Westf) – Kirchlengern – Hiddenhausen-Schweicheln – Herford – Brake (b Bielefeld) – Bielefeld Hbf Stand: Fahrplanwechsel Dezember 2021                          | 60 min  | Eurobahn      |

Ferner halten Züge zu Sonderfahrten der Tecklenburger Nordbahn, wobei auch die Wiederinbetriebnahme der Bahn von Osnabrück nach Recke im Nahverkehrsplan Westfalen-Lippe geplant ist, sowie Sonderzüge nach Osnabrück-Piesberg.